# Conospermum boreale
Conospermum boreale är en tvåhjärtbladig växtart. Conospermum boreale ingår i släktet Conospermum och familjen Proteaceae.

## Underarter
Arten delas in i följande underarter:
- C. b. ascendens
- C. b. boreale